# Stylidium gloeophyllum
Stylidium gloeophyllum är en tvåhjärtbladig växtart som beskrevs av Wege. Stylidium gloeophyllum ingår i släktet Stylidium och familjen Stylidiaceae. Inga underarter finns listade i Catalogue of Life.